# Victoire de la création audiovisuelle
La Victoire de la création audiovisuelle, initialement appelée Victoire du vidéo-clip jusqu'en 2017, est une récompense musicale française décernée annuellement lors des Victoires de la musique depuis 1985. Selon les critères d'un collège de professionnels, elle vient primer, selon les périodes, le meilleur vidéoclip ou la meilleure création audiovisuelle liée à la musique.

## Palmarès

### Victoire du vidéo-clip

#### Années 1980
- 1985 : Pull marine d'Isabelle Adjani (réalisateur : Luc Besson)
- 1986 : La Ballade de Jim d'Alain Souchon (réalisateur : Philippe Bensoussan)
- 1987 : C'est comme ça de Rita Mistouko (réalisateur : Jean-Baptiste Mondino)
- 1988 : Là-bas de Jean-Jacques Goldman et Sirima (réalisateur : Bernard Schmitt)

#### Années 1990
- 1990 : Casser la voix de Patrick Bruel (réalisateurs : Joëlle Bouvier et Régis Obadia)
- 1991 : Tandem de Vanessa Paradis (réalisateur : Jean-Baptiste Mondino (2))
- 1992 : Auteuil, Neuilly, Passy des Inconnus (réalisateur : Gérard Pullicino )
- 1993 : Osez Joséphine d'Alain Bashung (réalisateur : Jean-Baptiste Mondino (3))
- 1994 : L'Ennemi dans la glace d'Alain Chamfort (réalisateur : Jean-Baptiste Mondino (4))
- 1995 : Nouveau Western de MC Solaar (réalisateur : Stéphane Sednaoui)
- 1996 : Larsen de Zazie et pascal obispo (réalisateur : Philippe André)
- 1997 : C'est ça la France de Marc Lavoine (réalisateur : Sylvain Bergère)
- 1998 : Savoir aimer de Florent Pagny (réalisateur : Sylvain Bergère (2))
- 1999 : La nuit je mens d'Alain Bashung (2) (réalisateur : Jacques Audiard)

#### Années 2000
- 2000 : Flat Beat de Mr. Oizo (réalisateur : Quentin Dupieux)
- 2001 : Am I Wrong d'Étienne de Crécy (réalisateur : Geoffroy de Crécy)
- 2002 : Le vent nous portera de Noir Désir (réalisateurs Alex et Martin : Alexandre Courtes et Martin Fougerol)
- 2003 : Tournent les violons de Jean-Jacques Goldman (2) (réalisateur : Yannick Saillet)
- 2004 : Respire de Mickey 3D (réalisateurs : Stéphane Hamache et Jérôme Combe)
- 2005 : Les Beaux Yeux de Laure d'Alain Chamfort (2) (réalisateur : Bruno Decharme)
- 2006 : Est-ce que tu aimes ? d'Arthur H et M (réalisateur : Rodolphe Pauly)
- 2007 : Marly-Gomont de Kamini (réalisation et montage  : Emilie Desbonnet / réalisation et scénario : Kamini[1])
- 2008 : 1234 de Feist (réalisateur : Patrick Daughter)
- 2009 : Les Limites de Julien Doré (réalisateurs : Fabrice Laffont et Julien Doré)

#### Années 2010
- 2010 : Elle panique d'Olivia Ruiz (réalisatrice : Valérie Pirson)
- 2011 : La Banane de Philippe Katerine (réalisateur : Gaëtan Chataigner)
- 2012 : La Seine de Vanessa Paradis et -M- (réalisateur : Bibo Bergeron)
- 2013 : FUYA de C2C (réalisateurs : Sylvain Richard, Francis Cutter)
- 2014 : Formidable de Stromae (réalisateur : Jérôme Guiot)
- 2015 : Saint Claude de Christine and the Queens (réalisateur : J.A.C.K.)
- 2016 : Christine de Christine and the Queens (2) (réalisateur : J.A.C.K.)
- 2017 : Makeba de Jain (réalisateur : Greg & Lio)

### Victoire de la création audiovisuelle

#### Années 2010
- 2018 : Basique de Orelsan (realisateur : Greg & Lio)
- 2019 : Tout oublier d'Angèle (réalisateurs : Brice VDH et Léo Walk)

#### Années 2020
- 2020 : Au DD de PNL (réalisateur : Tarik Andrieu (Ademo)[2] )
- 2021 : Nous de Julien Doré (réalisateur : Brice Vdh)
- 2022 : Montre jamais ça à personne d'Orelsan (2) (réalisateur : Clément Cotentin)
- 2023 : La Quête d'Orelsan (réalisé par Victor Haegelin)
- 2024 : Commando de Shay (réalisateur : Guillaume Doubet)
- 2025 : DJ Mehdi - Made in France (réalisé par Thibaut de Longeville)